# Гватемала
Гватемала (шп. Guatemala), или званично Република Гватемала (шп. República de Guatemala) је држава у средњој Америци, између Тихог океана и Карипског мора. Површина Гватемале износи 108.890 km². Граничи се са Мексиком на северу, Белизеом на североистоку и Хондурасом и Ел Салвадором на југоистоку. Она је република са највећом популацијом у региону. Она је трећа највећа држава у Средњој Америци. Град Гватемала је главни и највећи град земље. Остали већи градови су Кезалтенанго, Ескинтла, Мазатенанго, Пуерто Бариос и Антигва Гватемала. 3.186.429 држављана Гватемале говори неки од домородачких језика као матерњи (42,8% од укупног становништва), а најраспрострањенији је киче мајански (1.000.000).
На територији Гватемале постојала је мајанска цивилизација. Шпанци су освојили Гватемалу 1523. Гватемала је независност од Шпаније прогласила 1821. Заједно са Салвадором, Хондурасом, Никарагвом и Костариком, Гватемала се ујединила у Уједињене провинције Центроамерике. Гватемала ће поново постати самостална држава 1839. када је на њено чело дошао први из низа диктатора који су владали земљом скоро цео век. Политичке поделе и мешање САД у политику државе довеле су до Гватемалског грађанског рата између владиних снага и левичарских побуњеника. Грађански рат је окончан 1996.

## Географија

### Положај
Државе са којима се Гватемала граничи су: Белизе, Салвадор, Хондурас и Мексико. Површина државе износи 108.889 km².
Гватемала представља географски, али и културно-историјски прелаз из Северне у Јужну Америку. Дуго времена Гватемала је имала претензије на део територије суседног Белиза, раније као шпанске колоније, данас као независне државе у саставу Комонвелта. Гватемала је признала независност Белиза тек 1990. међутим до данас нису прецизно усаглашене границе између ових земаља, а тренутно се воде преговори уз посредовање Комонвелта и Организације америчких држава.

### Геологија и рељеф
Гватемала је претежно планинска земља, осим у јужном приобалном подручју и крајњем северу земље где се налази равничарски департман Петен. Два планинска ланца који се пружају од запада ка истоку деле земљу на три главна подручја: планински део, приобално подручје Тихог океана јужно од планинског предела и подручје Петена северно од планина. Највећи градови у Гватемали се налазе претежно у приобалним крајевима и у планинама, док је Петен релативно слабо насељен. Ова три подручја имају доста различиту климу, надморску висину и пејзаж, с великим контрастима између топлих и влажних низија и хладнијих и сушнијих планина. Највиша тачка у земљи је 4.211 m висок вулкан Тахумулко.

### Воде
Све реке пацифичког слива су доста кратке и плитке, док су река које припадају карипском сливу и сливу Мексичког залива доста дуже и дубље, укључујући реке Полочик и Дулсе, које се уливају у језеро Изабал. Осим њих, реке Мотагва и Сарстун чине границу према Белизу, док река Усумакинта чини границу између Петена и мексичке покрајине Чиапас.

### Клима
Клима у департману Петéн је влажна тропска клима без сушних периода, са просјечном годишњом температуром од 28 °C. У високом подручју долази до сушних периода који могу трајати до шест мјесеци. Са порастом надморске висине, температура пада, тако да на надморској висини од 1.500 m просјечна температура је само 13 °C.

### Природне катастрофе
Положај Гватемале између Карипског мора и Тихог океана је честа мета урагана попут урагана Мич 1998. и урагана Стен у октобру 2005, који су однијели више од 1500 жртава. При урагану, много већа штета настаје од поплава и одрона, него од самог вјетра. Уздуж планинског ланца који пролази кроз Гватемалу, налази се граница између Карипске и Северноамеричке тектонске плоче. Овај расјед између плоча је одговоран за многе разорне потресе у историји Гватемале, укључујући и потрес од 7,5 °C који се десио 4. фебруара 1976. са више од 25 хиљада погинулих. Поред тога, недалеко од обале Тихог океана, налази се средњоамеричка бразда, гдје такозвана Кокосова плоча тоне испод Карипске плоче, производећи снажну вулканску активност. На подручју Гватемале налази се укупно 37 вулкана, од којих су четири активна: Пакаја, Сантијагито, Фуего и Такана.

### Флора и фауна
Земља има 14 екорегије, почев од шума мангрова, до различитих океанских екосистема. По проценама, Гватемала има 252 мочваре, укључујући пет језера, 61 лагуну и 100 река. Национални парк Тикал је први такве врсте на УНЕСКО-вом списку свјетске баштине. Такође, Гватемала има изразито богату фауну. Познато је 1246 различитих врста у земљи, од којих су 6,7% ендемске врсте док их се 8,1% сматра угроженим. Од биљних врста, нађена је 8681 различита врста биљака, од којих су 13,5% ендемске. Велике површине Гватемале спадају у заштићена подручја од прве до пете категорије по ИУЦН класификацији.

## Историја

### Пре открића Америке
Први докази људских насеобина у Гватемали сежу уназад готово 12 хиљада година пре нове ере. По неким проналасцима, када су пронађени прастари врхови стрела које су користили становници овог подручја, сматра се да је ово подручје било насељено чак и раније, до 18.000 година п. н. е. Постоје археолошки докази да су рани насељеници у данашњој Гватемали били сакупљачи и ловци, међутим недавно откривени полен пронађен у узорцима у базену Петен и на обали Пацифика, указује да се овде узгајао и кукуруз у периоду око 3500. п. н. е. Позната су бројна археолошка налазишта у департману Квиче у горју, и Сипакате и Ескуинтла у подручју средњег приобалног дела (из периода око 6500. п. н. е.)
Археолози деле праисторију латинске Америке у три раздобља: преткласично од 2000. п. н. е. до 250, класично од 250. до 900. године и калистичко од 900. до 1500. Донедавно, преткласични период је сматран као период у којем су се тек формирала насеља са малим насеобинама и пољопривредницима који су живели у малим колибама, са веома мало сталних грађевина. Међутим, недавна открића монументалних грађевина из тог периода попут олтара у близини Ла Бланка који потиче из 1000. п. н. е., затим места где су се одржавале свечаности код данашњег Мирафлорес и Ел Нарањо а датирају око 801. п. н. е. Постоје још многе древне грађевине у градовима Накбе, Хулнал, Ел Тинтал, Вакна и Ел Мирадор.
Ел Мирадор је био најнасељенији град у средњој Америци до доласка Европљана. Постојале су две огромне пирамиде Ел Тигре и Монос које су биле запремине веће од 250 хиљада м³. Сматра се да је Мирадор била прва политички модерно уређена држава у Америци, у древним записима названа Краљевина Кан. Постојало је 26 градова, сви повезани, тада напредним, путевима (Сакбеоб), који су били дуги и до неколико километара, широки до 40 m, а издизали су се 2 до 4 метра изнад околног терена. Ти путеви су били посути шљунком, што је веома лако видети погледом из ваздуха, где их је могуће приметити насупрот густог тропског зеленила.
Класични период средњоамеричке цивилизације се поклапа са врхунцем цивилизације Маја а представљен је безбројним налазиштима по целој Гватемали, иако се највећи број налазишта налази у базену Петен. Овај период је карактеристичан по снажном развоју и изградњи градова, оснивањима независних градова-држава и честим контактима са другим средњоамеричким културама. Овај период је трајао све до 900. године, када се полако распада класична цивилизација Маја. Они напуштају бројне градове у низијама или су помрли од дуготрајне несташице хране узроковане сушом. Данас многи научници расправљају о узроцима нестанка класичних Маја, али се све више приклањају теорији велике суше, коју су доказали научници проучавајући корита река и језера, трагове полена и друге сличне доказе. Низ дуготрајних сушних сезона у крајевима где је само повремено било суво подручје је смањило број Маја, чији је живот и производња хране зависила од сталних падавина.
Посткласични период је окарактерисан мањим краљевинама попут Ица и Ковој у подручјима језера у базену Петен, и краљевинама Мам, Кичес, Какчикел, Цутухил, Покомчи, Кекчки и Чорти у горју. Ови градови су углавном задржали многе тековине цивилизације Маја, али никад ни изблиза нису дошли до моћи и напретка из класичног периода.

### Колонијални период
Након доласка у такозвани Нови свет, Шпанци су покренули неколико експедиција у данашњој Гватемали почев од 1518. Много пре тога, у контакту са Шпанцима, многобројни становници овог подручја су оболели од до тад непознатих болести, које су Шпанци донели са собом. Велики број становништва је умро, а епидемија се ширила по огромном подручју узрокујући релативно брзо смањивање броја становника.
Ернан Кортес, као вођа шпанског освајања Мексика, допушта капетанима Гонзалу де Алвараду и његовом брату Педру де Алвараду освајање Гватемале. Браћа Алварадо су најпре склопили савез с племеном Какчикел против њихових ривала племена Квиче. Након победе над њима, Алварадо се окреће против савезника племена Какчикел и затим осваја цело подручје у име шпанске круне.
Током периода колонијализма, Гватемала је била део нове Шпаније заједно са Мексиком и околним земљама (шпан. Capitanía General de Guatemala). Простирала се и на данашње мексичке савезне покрајине Табаско и Чиапас (укључујући тада одвојену административну област Соконуско) па све до Костарике. Ово подручје није било толико богато минералима (нарочито златом и сребром) као што су били Мексико и Перу, те му Шпанци нису придавали велики значај. Главни производи које су Шпанци црпили из Гватемале били су шећерна трска, какао, индиго и квалитетно дрво које су Шпанци користили при градњи цркви и двораца у Шпанији.
Први главни град земље био је Текпан Гватемала, основан 25. јула 1524. а носио је име Вила де Сантијаго де Гватемала у близини Ихимче, главног града покрајине Какчикел. Касније је престолница пребачена у Сијудад Вијеха 22. новембра 1527, када је град напало племе Какчикел. Град је тешко оштећен у поплавама 11. септембра 1541. након што се излило језеро у кратеру вулкана Агуа након обилних киша и земљотреса. Град је касније изграђен 4 km даље у долини Панчоу, која је данас на списку светске баштине УНЕСКО-а. Уништен је у серији земљотреса 1773. и 1774, те шпански краљ даје дозволу да се престоница премести у долину Ермита, названа по католичкој цркви девице Ел Кармен, на данашњем месту, а проглашена је главним градом 27. септембра 1775. године.

### Независност и почетак 20. века
Дана 15. септембра 1821. Влада колонијалне Гватемале (која је обухватала и околне земље: Салвадор, Никарагву, Костарику и Хондурас) званично је прогласила независност од Шпаније и одвојила се од Мексичког царства, које се две године касније распало. Иако је ово подручје формално било део такозване Нове Шпаније, из практичних разлога, у њему је била засебна администрација. Све покрајине које су до тада биле у саставу Мексика, осим Чиапаса, одвојиле су се од њега, након што је Агустин I био присиљен да абдицира.
Провинције Гватемале су затим створиле јединствену државу названу Уједињене провинције средње Америке такође познате и као Централноамеричка федерација (Federacion de Estados Centroamericanos). Недуго после, Федерација се распала након грађанског рата који је трајао од 1838. до 1840. Вођа побуне у Гватемали био је Рафаел Карера, који је предводио побуну против федералне владе, што је напослетку довело до распада заједнице. За време овог периода, подручје горја, Лос Алтоса, прогласило је независност од Гватемале, али га је Карера освојио и анектирао. Карера је био доминантна фигура у политици Гватемале све до 1865, а снажно су га подржавали конзервативци, велики земљопоседници и Црква.
Такозвана либерална револуција у Гватемали започела је 1871. под водством Хусто Руфино Бариоса који се залагао за модернизацију државе, побољшање трговине и увођење нових пољопривредних култура и производњу. У ово време, кафа постаје веома важна у привреди Гватемале. Бариос је имао жеље и амбиције за поновно уједињење Средње Америке и повео је земљу у рат који је завршио неуспехом. Погинуо је 1885. године, а победу у том рату однео је суседни Салвадор.

### Од 1944. до данас
Због таласа протеста и штрајкова, дотадашњи диктатор Хорхе Убико Кастањеда је присиљен да поднесе оставку 4. јула 1944, а на његово место долази генерал Хуан Федерико Понке Ваидес. Ни Ваидес не остаје дуго на том месту, након што је извршен војни удар 20. октобра 1944. на челу са мајором Францисцо Хавијер Аранаом и капетаном Хакобо Арбенз Гузманом. У војном удару погинуло је око 100 људи. Након удара власт преузима војна хунта коју чине Арана, Гузман и Хорхе Ториело Гаридо. Недуго затим хунта организује и прве слободне изборе. Њих убедљиво осваја познати писац и учитељ Хуан Хосе Аревало Бермехо, са преко 85% освојених гласова, поставши тако први демократски избрани председник Гватемале. Бермехо је до тада живео у прогонству у Аргентини готово 14 година. Његова Хришћанско-социјалистичка политика, видно инспирисана по узору на амерички Њу дил, доста је критикована од стране земљопоседника и горњих слојева друштва као комунистичка.
Овај период је био и време почетка Хладног рата између СССР и САД, који је имао веома снажан утицај и на историју Гватемале. До 1950-их па све до 1990-их америчка влада је директно подржавала војску Гватемале, обучавала је, допремала оружје и новац.
Наследник Бермеха, демократски изабрани Хакобо Арбенз Гузман је збачен с власти у војном удару 1954. који је организовала америчка обавештајна агенција ЦИА. На власт је постављен генерал Карлос Кастиљо Армас, а владао је само до 1957. када га је убио члан његове личне страже. Поново су се организовали избори, а на власт долази генерал Мигуел Идигорас Фуентес. Фуенетес је постао познат по изазову који је упутио мексичком председнику на мосту на граници између две земље, због спора у вези мексичких рибарских бродова који су ловили у водама Гватемале. Поред тога Фуентес је дозволио обуку 5.000 Кубанаца који је требало да се супротставе Фиделу Кастру. Такође је одобрио употребу аеродрома у департману Петен, које су САД користиле у неуспешној инвазији на Кубу 1961. Као и његов претходник, и Фуентес одлази с власти након војног удара којег је повео његов министар одбране, пуковник Енрике Пералта Азурдиа.
На изборима 1966. побеђује Хулио Цесар Мендез Монтенегро, који је настојао спровести демократске реформе у земљи. Монтенегро је био кандидат Револуционарне странке, странке левог центра која је имала своје корене још из ере након Кастањеда. За време његове власти, формирају се паравојне организације попут десничарске Беле руке (Мано Бланка) и Противкомунистичке тајне армије (Ехерсито Секрето Антикомуниста). Ове организације су биле претходнице познатих Одреда смрти. Америчка тајна служба шаље у Гватемалу војне стручњаке који су имали за циљ да обуче војне снаге Гватемале и од њих начине модерне снаге, што је било у интересу САД.
Године 1970. на изборима за председника земље побеђује пуковник Карлос Мануел Арана Осорио. Две године касније, 1972. на западу земље јавља се герилски покрет који заузима горје на западу Гватемале. На следећим изборима 1974, који су у много чему били контроверзни, генерал Кјељ Лаугуеруд Гарсија побеђује кандидата Хришћанско-демократске странке генерала Ефраин Риоса Монта, који је тврдио да је Гарсија варао на изборима и лажирао изборне резултате. 4. фебруара 1976. Гватемалу погађа снажан земљотрес одневши преко 25 хиљада жртава а многи градови су били тешко оштећени и уништени. На изборима одржаним 1978, који су поновно окарактерисани као сумњиви, генерал Ромео Луцас Гарсија долази на власт. Тај период 1970-их је било време оснивања две нове герилске групе: Герилска армија сиромашних (ЕГП) и Организација народа под оружјем (ОРПА), које су крајем 1970-их појачале герилске нападе на градове и села у целој земљи, посебно против владине војске и цивила који су подржавали званичну власт. Године 1977. амерички председник Џими Картер наређује обустављање свих врста војне помоћи војсци Гватемале због систематског и упорног кршења људских права.
Године 1980. група људи из индијанског племена Квиче заузима шпанску амбасаду у знак протеста због бројних злочина који су починиле владине снаге у руралним подручјима земље. Влада Гватемале наређује војсци да заузме зграду амбасаде, коју су затим спалили до темеља, ликвидирајући готово све који су се налазили у амбасади. Гватемалска влада се правдала да су пожар изазвали побуњеници, међутим шпански амбасадор, који је преживио напад, сведочио је да је влада одговорна за напад и убиства, и да је намерно изазвала пожар да уништи све трагове злочина. Као резултат овог инцидента, Шпанија прекида дипломатске односе са Гватемалом. Убрзо после, 1982. поново се извршава војни удар и генерал Ефраин Риос Монт постаје председник војне хунте, настављајући крваву кампању, државни терор и политику спржене земље. Поновно се дешава војни удар а за председника долази генерал Оскар Умберто Мехија Викторес, који је настојао да одржи демократске изборе и донесе нови устав земље како би стабилизовао земљу. Слободни избори се одржавају 1986. а победу односи кандидат Хришћанско-демократске странке Виницио Церезо Аревало.
У периоду 1982-1986. због сталног насиља у земљи и грађанског рата, преко 45 хиљада Гватемалаца је избегло у Мексико, где је мексичка влада организовала избегличке центре у Чиапасу и Табаскоу. Насупрот владине војске, бориле су се четири герилске групе: ЕГП, ОРПА, ФАР и ПГТ, а њих су подржавале сличне герилске организације из Салвадора (ФМЛН) и Никарагве (ФСЛН), док им је помоћ слала и кубанска Влада.
Грађански рат у Гватемали завршава се 1996. склапањем мировног споразума између герилаца и владе, посредством УН-а, посебно залагањем земаља попут Норвешке и Шпаније. Обе зараћене стране су прихватиле одређене уступке, герилски борци су разоружани а додељена им је земља. Према подацима Комисије УН-а која је била задужена за истрагу о злочинима почињеним за време грађанског рата (Комисија за историјску истину), сматра се да су владине снаге и паравојне јединице које је влада подржавала, одговорне за преко 93% злочина и кршења људских права и слобода.
У првих десет година рата, жртве државног терора су били највећим делом студенти, радници, интелектуалци и истакнути људи који су подржавали опозицију. Међутим, у каснијој фази рата, жртве су били и хиљаде пољопривредника у сеоским подручјима, нарочито потомци Маја и цивили. Сматра се да је преко 450. мајанских села уништено, а преко милион људи расељено и избегло. У неким подручјима, попут Баха Верапаз, Комисија је дошла до закључка да је влада спроводила планску политику геноцида према одређеним етничким групама. Амерички председник Бил Клинтон изјавио је 1999. да је политика САД према Гватемали била погрешна и да није требало подржавати владину војску, која је брутално чинила злочине над становништвом.
Након закључења мировног споразума, у Гватемали су се одржало неколико успешних демократских избора, последњи 2007. године. Склопила је трговинске споразум о слободној трговини са САД, Мексиком и другим земљама региона, а укључена је и у ЦАФТА. На последњим изборима 2007, странка Ел Партидо Национал де ла Есперанца је освојила највећи број мандата, а њен кандидат Алваро Колом је постао председник.

## Привреда
Према подацима ЦИА, Гватемала има БДП по глави становника од 5.000 америчких долара. Међутим, ова земља у развоју још увек има многе социјалне проблеме и сматра се једном од десет најсиромашнијих земаља Латинске Америке. Расподела прихода је веома неуједначена са око 29% укупног становништва испод границе сиромаштва са око 400.000 незапослених односно 3,2%.
Донације из дијаспоре нарочито Гватемалаца који живе у САД, чине највећи извор страних прихода, чак више него приходи од извоза и туризма заједно. У последњих неколико година веома много је порастао извоз нетрадиционалних производа, на укупно 53% целокупног извоза. Међутим, главни извозни производи је кафа чији је Гватемала највећи извозник централне Америке. Осим тога извози се тропско воће, памук, шећерна трска, поврће, цвеће, одећа и слично.
Бруто домаћи производ (БДП) усклађен по куповној моћи у 2006. години се процењује на око 61,38 милијарди америчких долара. Највише БДП се односи на сектор услуга (58,7%), док пољопривреда учествује са 22,1%. Индустрија учествује у укупном БДП Гватемале са само 19,1%. Највише запослених је у пољопривреди око 50%, а сектор пољопривреде учествује у укупном извозу око 40%. У 2006. години стопа инфлације је била 5,7%.
Након завршетка грађанског рата, поновно су почеле стране инвестиције у привреду Гватемале, а туризам је почео да доноси све више прихода. Конгрес Гватемале је у марту 2005. године прихватио чланство земље у ЦАФТА (Централно америчка зона слободне трговине). Поред тога, Гватемала има споразуме о слободној трговини са Тајваном и Колумбијом.

## Култура
Култура Гватемале је јединствена мешавина индијанских праваца и снажног шпанског колонијалног наслеђа. Око половина становништва Гватемале су местици (познати  у Гватемали и као ладино), мешавина Европљана и народа домородачког порекла. У градским подручјима је доминантна ладино култура и на њу имају јак утицај европски и северно-амерички трендови. У многим латино-америчким државама, као и у Гватемали живи многобројно домородачко становништво. Народ Маја је сачувао јасан идентитет. Дубоко укорењени у сеоским планинским крајевима Гватемале, много домородачког народа говори језиком Маја, прати традиционалне верске и сеоске обичаје и продужава богату традицију текстила и других вештина. Двије културе су направиле Гватемалу сложеном заједницом јасно подељеном на богате и сиромашне. Ова подела је произвела много напетости и насиља који су обележили историју Гватемале.